# Frank Underwood
Francis Joseph „Frank“ Underwood (5. listopadu 1959 Gaffney, Jižní Karolína – 2017 USA) je fiktivní postava ze seriálu Dům z karet.
| „                              | If you don't like how the table is set, turn over the table. | Jestli se ti nelíbí, jak jsou karty rozdány, rozdej je znovu. | “ |
| — Frank Underwood, Dům z karet |                                                              |                                                               |   |

## Mládí
Underwood se narodil 5. listopadu 1959 v Gaffney v Jižní Karolíně. Frankův otec, Calvin T. Underwood, zemřel ve věku 43 let na infarkt.
Underwood studoval na vojenské univerzitě Sentinelu. Na univerzitu začal chodit „zrovna když byl prezidentem zvolen Jimmy Carter“ (1976). Na podzim 1980 byl z univerzity málem vyloučen. Navzdory špatným známkám prošel a byl přijat na Harvard. V září 1987 si Frank vzal Claire, kterou potkal právě na Harvardu. Ačkoliv Claire chtěla děti, Frankovi přišlo kruté vychovávat dítě v tomto světě plném bolesti. Claire i přesto otěhotněla, ale rozhodla se pro potrat, aby podpořila politickou kariéru Franka. V roce 2014, během televizního interview, Claire prohlásila, že musela jít na potrat, protože byla znásilněna svým bývalým přítelem, který se později stal generálem v armádě. Toto byla ale lež, znásilnění totiž k těhotenství nevedlo.
Frank byl poprvé zvolen do veřejné funkce v roce 1984 ve věku 25 let jako člen Státního senátu Jižní Karolíny jako jeden z nejmladších zákonodárců v historii státu. Byl znovuzvolen v roce 1988 před úspěšnou kandidaturou do Kongresu.

## Kongres
| „                                 | I pray to myself, for myself. | Modlím se k sobě, za sebe. | “ |
| — Frank Underwood, House of Cards |                               |                            |   |

### Raná kariéra
Frank byl zvolen do kongresu z jihokarolínské 5. kongresové čtvrti v roce 1990 a do úřadu byl uveden v lednu 1991. Sloužil zde po 12 volebních období, do posledního byl zvolen v roce 2012. Underwoodova pozice v Kongresu stále sílila, v roce 2005 byl dokonce zvolen zástupcem většiny.

### Ministerstvo zahraničí
Prezident USA Garrett Walker zvažoval Underwooda na post ministra zahraničí. Franka to naštvalo a dalšího kandidáta, Michaela Kerna, označil jako neschopného a nahradil ho Catherine Durantovou, která na postu ministryně zahraničí působila i za Frankova prezidentství.

### Školský zákon
Frank získal publicitu prosazováním kontroverzního školského zákona. Kvůli zákonu vypukly masivní stávky učitelů a nepokoje mezi stávkujícími. Frankovi uškodila televizní debata s Martym Spinellou, který, jak Frank sám uvedl, Franka „vyškolil“. Po debatě ale Frank získal podporu, protože během školních hodin, které kvůli stávce nebyly, zemřelo dítě. Následně zaranžoval schůzku se Spinellou, ve které ho vyprovokoval k tomu, aby mu vrazil pěstí. Spinella je tak nucen stávku zrušit a nechat projít Frankův zákon.

### Získávání viceprezidentství
Po smrti kandidáta na post guvernéra Pensylvánie Petera Russoa, se Frank snaží přemluvit viceprezidenta Jima Matthewse, pensylvánského rodáka, aby to místo zaujal. Matthews po naléhání souhlasí a s plánem souhlasí i prezident Walker. Po odchodu Matthewse Walker požádá Franka, aby prověřil miliardáře Raymonda Tuska, který by byl podle prezidenta skvělou volbou na místo viceprezidenta. Ve skutečnosti ale Tusk měl pro prezidenta prověřit právě Franka. Po několika dnech, které společně strávili Tusk a Frank, Tusk Franka na post doporučí. Frank Underwood se tak stává Walkerovým viceprezidentem.

## Viceprezident USA
| „                                 | Power is a lot like real estate. It's all about location, location, location. The closer to the source, the higher your property value. | Moc je jako nemovitost. Všechno je o umístění, umístění, umístění. Čím blíže ke zdroji, tím vyšší má hodnotu. | “ |
| — Frank Underwood, House of Cards | | |   |

Jako viceprezident se Frank pokoušel oddělit prezidenta od Raymonda Tuska, obchodujícího s Čínou. Snažil se o to podkopáváním čínského projektu o stavbě mostu. Najednou začal Tusk sponzorovat republikánskou stranu a Frank chtěl najít důvod. Peníze měl pod palcem čínský obchodník Xander Feng a Underwoodovi se díky tomu povedlo spojit prezidenta s čínskými obchody. Prezident Walker byl v pasti a rezignoval na funkci. Prezidentem se tak stal současný viceprezident Frank Underwood.

## Prezident USA
| „                                 | For those of us climbing to the top of the food chain, there can be no mercy. There is but one rule: Hunt or be hunted. | Pro ty z nás, kteří šplhají na vrchol potravního řetězce, není žádné slitování. Je tu ale jedno pravidlo: lov, nebo buď loven. | “ |
| — Frank Underwood, House of Cards | | |   |

### Tvrdý začátek
Frank Underwood se stal prezidentem 30. října 2014. Frankovým hlavním cílem byl program "America Works" (AW), jehož základem bylo dát práci každému, kdo si o ni řekne. Jeho prvním činem ve funkci bylo ukončení politického azylu obchodníka Xandera Fenga a jeho deportaci do Číny, kde ho kvůli podvodům čekal trest smrti. V dubnu 2015, pod nátlakem vedení demokratické strany, sdělil americkému lidu, že v roce 2016 nebude na prezidenta kandidovat, a že se ve zbytku období bude pokoušet zdokonalovat program AW.

### Vztahy s Ruskem
Underwood se poprvé setkal s prezidentem Ruska Viktorem Petrovem 6. května 2015 v Bílém domě. Hlavním důvodem pro setkání byla diskuze o nasazení amerických vojáků v Jordánském údolí. Petrov řekl, že bude podporovat nasazení pouze v případě, že USA odstraní protileteckou obranu v Česku a v Polsku. Frank odmítl a prohlásil, že dosáhne míru na Blízkém východě s a nebo bez pomoci Ruska.
Během oslav 4. července 2015 Frank spustil America Works. V červenci navštívil společně s Claire Petrova v Moskvě. Cílem návštěvy bylo propuštění Michaela Corrigana, homosexuála, který protestoval proti Petrovově politice, s vězení. Snaha byla zbytečná, Corrigan se v cele oběsil.
O několik měsíců později se Frank setkal s Petrovem přímo v Jordánském údolí. Petrov slíbil opustit území pouze v případě, že Claire Underwoodová rezignuje na post velvyslankyně USA v OSN. Claire nakonec rezignovala.

### Primárky 2016
V září 2015 Frank oznámil kandidaturu na prezidenta navzdory dubnovému prohlášení. O nominaci za demokraty soupeřil s Heather Dunbarovou a s Jackie Sharpovou. V první debatě, která proběhla v prosinci 2015, Underwood, spolupracující s Sharpovou, sklidil od Dunbarové ostrou kritiku. O pár dní později Sharpová stáhla kandidaturu a veřejně podpořila Dunbarovou. Dunbarová rychle získávala podporu a Frank odhalil, že našla deník, ve kterém je prokázáno, že Claire lhala o potratu. Dunbarová ale deník dala Stamperovi, který ho spálil. Po vítězství v Iowě Claire opustila Franka a odletěla do Texasu za matkou, která umírala na rakovinu. Frank pokračoval v kampani v New Hampshire, ale nakonec odletěl do Texasu za Claire. Toho dne v New Hampshire vyhrála Dunbarová. Claire se pokoušela o vlastní kandidaturu do Kongresu, což se Frankovi nelíbilo. Frank veřejně podpořil Claiřinu oponentku a zabránil jí tak v kandidatuře. Claire v naštvání našla fotku Frankova otce s členem Ku-Klux-Klanu, což Franka stálo vítězství v rodné Jižní Karolíně. Claire chce ohlásit, že se s Frankem rozvádí, pokud ji Frank nedá jako svého kandidáta na post viceprezidenta.

### Pokus o atentát
Během návštěvy Hammondovy univerzity ve Washingtonu DC byl na Underwooda spáchán atentát. Atentátníkem byl novinář Lucas Goodwin, který chtěl pomstít smrt novinářky a své přítelkyně Zoe Barnesové. Při atentátu zemřel člen prezidentovy ochranky Edward Meechum, zatímco Frank byl s těžkým zraněním převezen do nemocnice. Vzhledem k rozsahu zranění se úřadujícím prezidentem stal Donald Blythe.
Underwood přežil díky včasné transplantaci jater. Z nemocnice byl propuštěn o 9 dní později a opět převzal funkci prezidenta.
O několik týdnů předtím se s atentátníkem Goodwinem setkala Heather Dunbarová. Ta 16. května stáhla kandidaturu a Frank tak získal demokratickou nominaci.

### Volby 2016
Po úplném zotavení Frank věří, že jsou s Claire velmi silným týmem a plně podpoří její snahu stát se viceprezidentkou. Během Národního sjezdu demokratické strany Frank veřejně podpořil Durantovou jako svého spolukandidáta, ale tajně podporoval Claire. Superdelegáti hlasovali pro Claire a Durantová stáhla kandidaturu a veřejně Claire podpořila. Claire Underwoodová se tak stala Frankovou spolukandidátkou. Soupeřem dua Underwood-Underwoodová byl republikánský kandidát William Conway, guvernér New Yorku, a jeho spolukandidát, generál Theodore Brockhart.
Během sjezdu Frankovi zavolal Conway a nabídl mu pomoc ohledně teroristické skupiny ICO. Frank vytušil, že Conway blafuje jen pro to, aby získal „body“ pro volby, ale i přesto s ním sjedná schůzku. Během schůzky se situace kolem ICO nepohnula, oba schůzku využili pro vzájemný rozhovor.
Pár týdnů před volbami se s Frankem setkal novinář Tom Hammerschmidt, který napsal článek o tom, jak se Frank ve skutečnosti dostal k moci. Neměl sice přímé důkazy, ale všechno se dozvěděl od bývalého Frankova spolupracovníka a vedoucího kanceláře Bílého domu Remyho Dantona, od neúspěšné kandidátky o demokratickou nominaci Jackie Sharpové a od bývalého prezidenta Garretta Walkera.
Po krizi s rukojmími, kteří byli vězněni dvěma americkými stoupenci ICO, chtěl Frank vyhlásit ICO válku. V kongresu se jeho návrh nezískal podporu.
V den voleb Frank vzbuzoval v lidech strach nasazením vojáků k hlídání volebních center. Je úspěšný a státy Ohio a Tennessee odmítly potvrdit výsledky. Ani jeden z kandidátů tak nezískal potřebný počet 270 volitelů. V tomto případě o vítězi rozhoduje Kongres: 1 stát – 1 hlas. O viceprezidentovi zase Senát. O několik měsíců později došlo v Kongresu k hlasování, které skončilo 25:25. V Senátu vyhrála Claire a stala se tak úřadující prezidentkou do doby než Kongres vybere prezidenta.
Claire se snažila přesvědčit Marka Ushera, který vedl Conwayovu kampaň, aby podpořil opakované volby v Ohiu a v Tennessee. Usher souhlasil a návrh prošel i Kongresem. V obou státech vyhrál Frank Underwood a stal se prezidentem.

### Snaha o sesazení
Krátce po složení slibu se komise, která vyšetřovala Frankovo vyhlášení války ICO přeměnila v komisi vyšetřující přímo Franka a jeho aktivity. Frank byl informován o tom, že před komisí má vystoupit i bývalý prezident Walker. Walker skutečně svědčil a odhalil, že Frank byl do čínských obchodů také zapojen. Další den Hammerschmidt odhalí uniknutou informaci: Bílý dům zinscenoval teroristický útok během voleb. Frank zoufale hledal, kdo stál za únikem. Frank byl konfrontován Bobem Birchem a Terrym Womackem, kteří mu doporučili rezignaci. Další den vyšel v novinách o útoku článek, ve kterém je, že Frank toho záměrně využil ke kontrole volebních center vojáky. Frank konfrontoval Durantovou, která se spolčila s kongresmanem Alexem Romerem, který je v čele komise vyšetřující Underwooda. Frank věřil, že za únikem stojí právě ona a donutil ji k rezignaci. Durantová se rozhodla svědčit před komisí proti Frankovi, ale ten ji předtím úmyslně shodil ze schodů, aby svědčit nemohla. Jako další vypovídali LeAnn Harveyová, poradkyně Franka a Claire a zástupce ředitele FBI Nathan Green. Frank, sledující jednání, se rozhodl, že také vystoupí před komisí. Před komisí oznámil svoji rezignaci. Prezidentkou USA se tak stala Claire Underwoodová.